# リア＝シラック
リア＝シラック（Ria-Sirach、カタルーニャ語:Rià i Cirac）は、フランス、オクシタニー地域圏、ピレネー＝オリアンタル県のコミューン。

## 地理
コンフラン地方にあるリア＝シラックは、テート川谷の中にある。アンドラへ向かう高速道路116号線を利用した場合、プラードの次にある。

## 歴史
コミューンとしてのリアは、1822年に既にあったリアとシラック、2つのコミューンが再統合して生まれた。中世以降、シラックの教区はリアに依存した存在だった。1973年、リアはウルバニャと合併してリア＝シラック＝ウルバニャ（Ria-Sirach-Urbanya）となったが、1983年に再び別れたため、リア＝シラックに戻った。
リアは9世紀にその名が引用され、1134年にサン＝ミシェル＝ド＝キュクサ修道院がリア領主となって所有権を取得し、それはフランス革命まで続いた。村は、城が建っていた丘の頂上にある。1195年には村について記載がなされ、1347年にアラゴン王ペドロ4世によって城は壊された。16世紀から17世紀に移り変わる頃再建されたが、最終的に17世紀後半に破壊された。
リアと同じく、シラックも10世紀から革命までサン＝ミシェル＝ド＝キュクサ修道院が所有していた。

## 人口統計
| 1962年 | 1968年 | 1975年 | 1982年 | 1990年 | 1999年 | 2007年 |
| ------ | ------ | ------ | ------ | ------ | ------ | ------ |
| 1017   | 1057   | 1028   | 1042   | 1017   | 1126   | 1175   |

参照元:INSEE · 